# Gorra tricolor

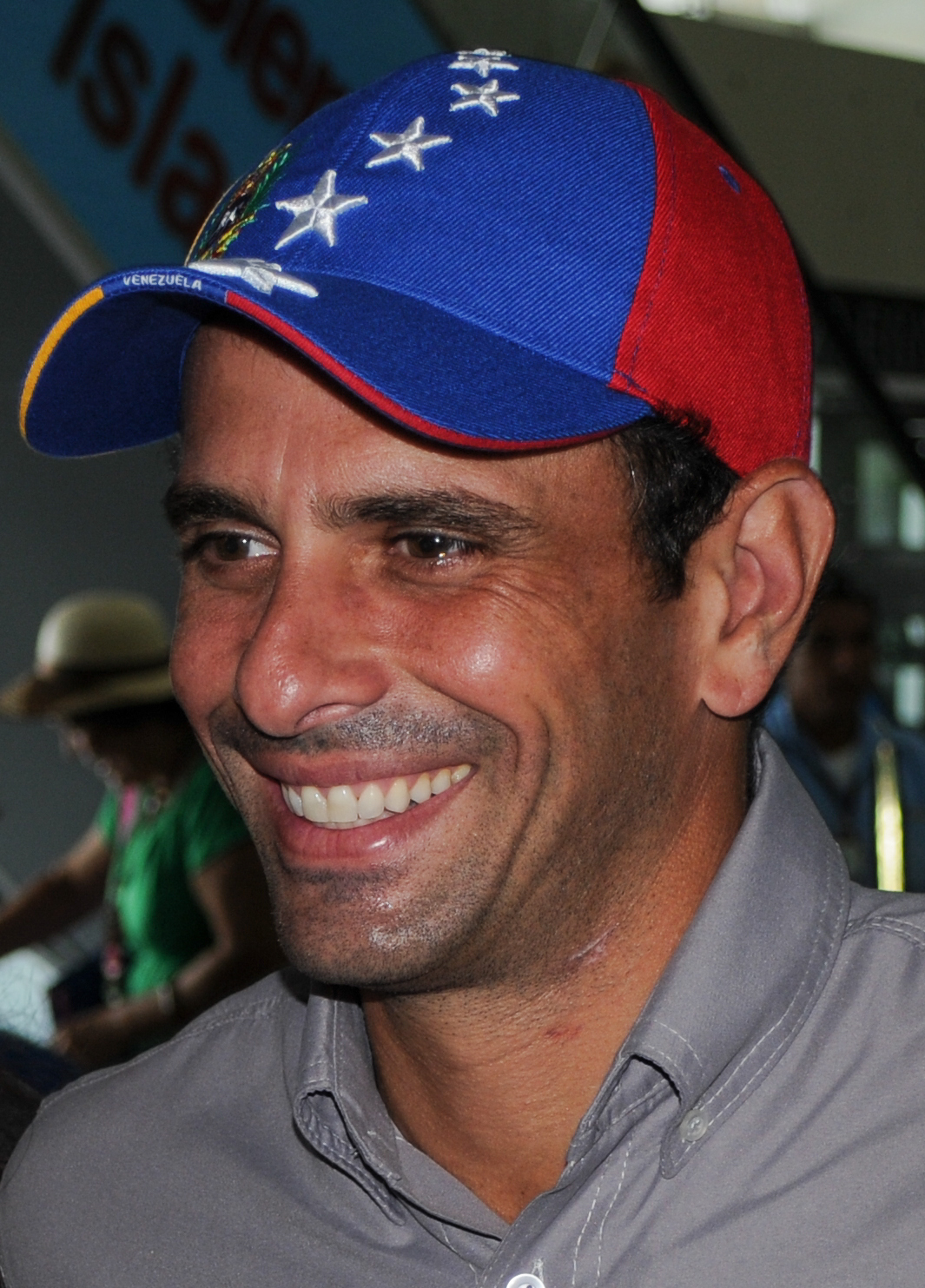
Henrique Capriles, candidato presidencial opositor en 2012 y 2013.

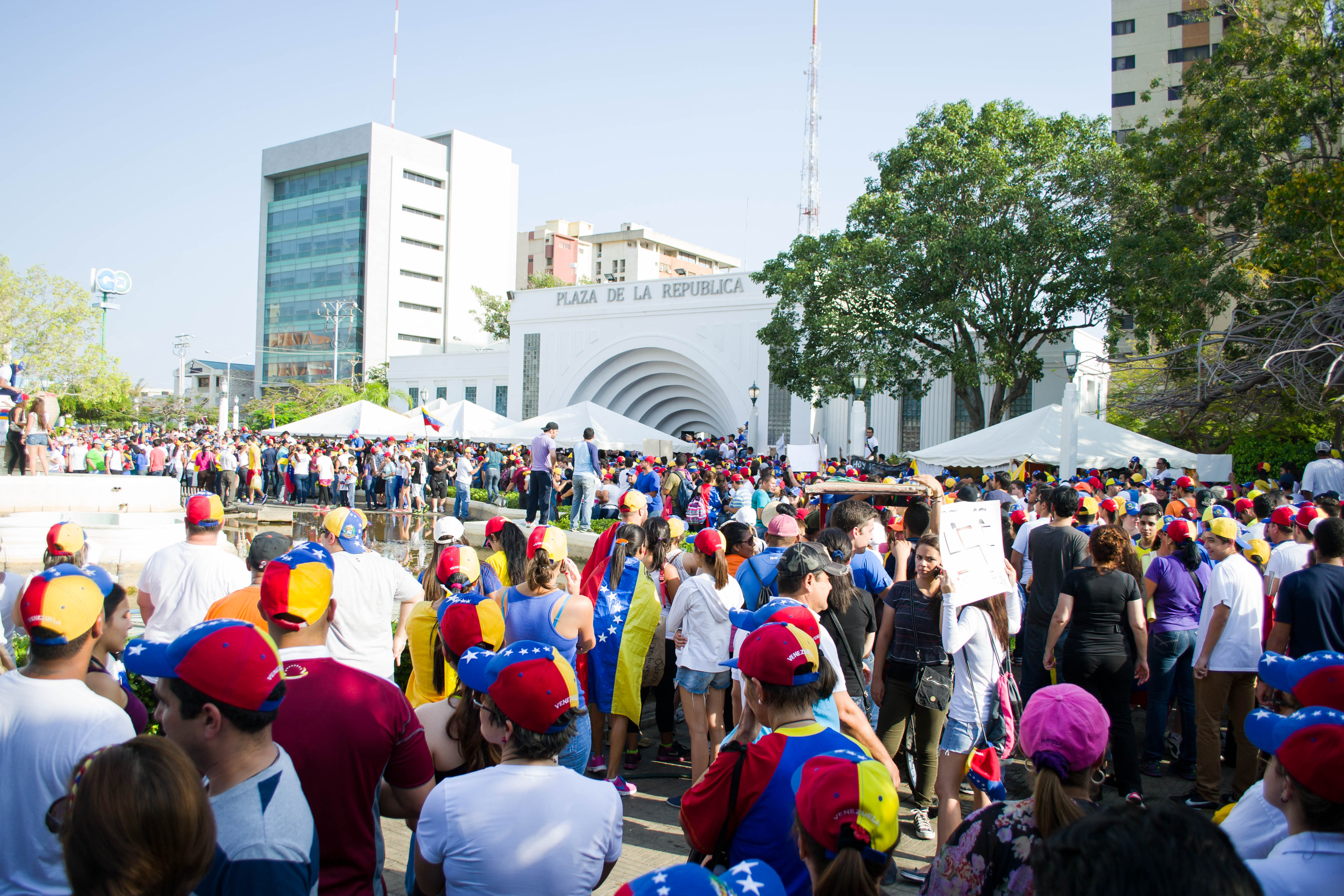
Varios manifestantes con gorras tricolores en una concentración opositora en Maracaibo, 2014.

La gorra tricolor es una prenda popularizada en Venezuela por el candidato presidencial de la oposición, Henrique Capriles. Su diseño reproduce los colores amarillo, azul y rojo y las estrellas de la bandera venezolana.

## Historia
A pesar de que el presidente Hugo Chávez a menudo usaba los colores de la bandera e ignoraba las normas que rigen la campaña, los chavistas intentaron sancionar a Capriles por violar las normas electorales; la reacción popular convirtió la gorra en un símbolo de la oposición. Más tarde, en 2013, Nicolás Maduro cooptó la gorra como símbolo de la Revolución bolivariana, alegando que el diseño de la gorra había sido idea de Diosdado Cabello.